# Кислова, Калерия Дмитриевна

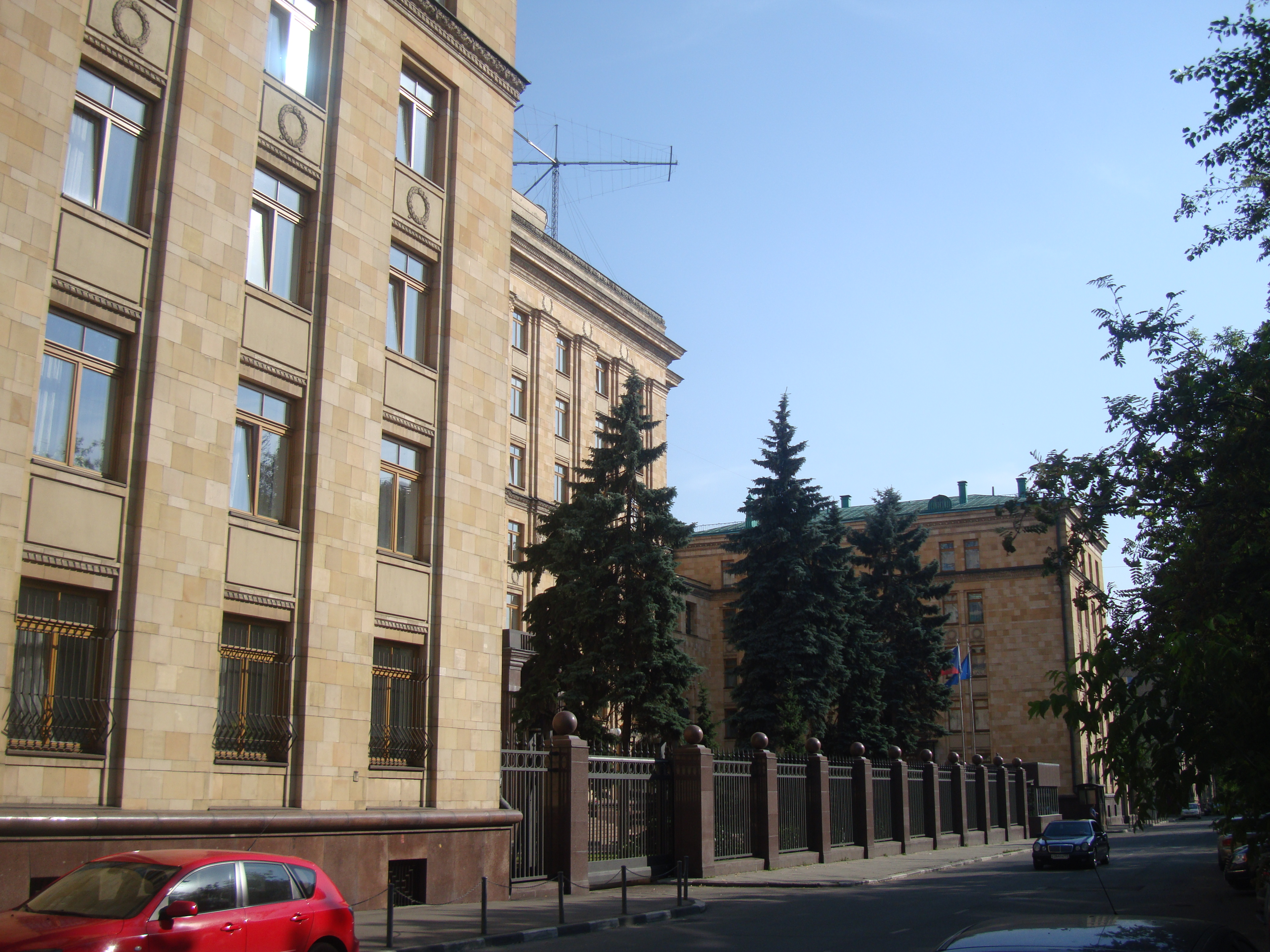
Посольство Чехии в России

Калерия Дмитриевна Кислова (26 января 1918, Азов, Ростовская область — 2 июля 1989, Москва) — советский архитектор. Заслуженный архитектор РСФСР (1983), мастер спорта СССР (1942). Многие работы выполнила в соавторстве с мужем, архитектором В. С. Андреевым.

## Биография
Калерия Дмитриевна Кислова родилась 26 января 1918 года в городе Азове Ростовской области. Её отец был врачом, а мать — выпускницей литературного отделения университета. В 1941 году окончила Московский архитектурный институт со званием архитектора. В 1942—1943 годах профессионально занималась спортом. Выступая за общество «Спартак», принимала участие в забегах и эстафетах.
В 1943 года начала творческую деятельность в качестве архитектора. Работала в архитектурно-проектных организациях Моссовета. В Мосгорпроекте вместе с архитектором А. Д. Сурисом разрабатывала проекты планировки Краснохолмской набережной и Ленинградского шоссе. По проекту К. Д. Кисловой в 1949 году был построен Дворец спорта МЭИ. За этот проект она была удостоена 2-й премии на Всесоюзном смотре выстроенных зданий.
К. Д. Кислова работала архитектором в мастерской № 1 Моспроекта. Многие работы она выполнила в содружестве с мужем, архитектором В. С. Андреевым: посольство ЧССР и посольство КНР в Москве, здание выставки СССР в Пекине, дворцы советско-китайской дружбы в Шанхае и Гуанчжоу, гостиницу «Инья» на 240 номеров в Янгоне (Мьянма). Была в командировке за рубежом, где осуществляла авторский надзор за строительством этих зданий. В эти работы были внесены черты национальной архитектуры данных государств. Среди других её зарубежных работ выставочный павильон в Вене и комплекс посольства СССР в Софии.
По проекту К. Д. Кисловой в Москве был построен жилой дом на Малой Никитской улице, выполнена реконструкция Переяславских улиц, выстроены кинотеатры «Арктика» и «Сатурн» в Бабушкинском районе. Выстроенные по её проектам 9- и 12-этажные дома на проспекте Мира были рекомендованы для повторного строительства. В 1967 году по проекту К. Д. Кисловой и В. С. Андреева был построен жилой дом на улице Льва Толстого, нестандартный по своему плану. По проектам К. Д. Кисловой, выполненным в духе современных градостроительных тенденций, был построен жилой массив в районе Свиблово и кварталы 8 и 9 по проспекту Мира. Совместно с В. С. Андреевым спроектировала и построила 17-этажный служебно-лабораторный корпус Государственного института азотной промышленности (ГИАП), дом политического просвещения МК и МГК КПСС на Цветном бульваре, дом с улучшенной планировкой на Звенигородской улице, жилой дом на 1-м Новоподмосковном переулке.
Член Союза архитекторов СССР с 1946 года. Неоднократно избиралась членом правления Московского отделения Союза архитекторов, президиума правления Дома архитекторов и общества СССР—Бирма. Вице-президент общества СССР—Бирма с 1988 года. Член Центрального художественно-технического совета при ВНИСИ. Председатель секции культурно-массовой работы Центрального дома архитекторов. Выпускница Университета прогресса в градостроительстве (1964).
Профессионально занималась живописью и рисунком. Неоднократно принимала участие в художественных выставках в Союзе архитекторов и Моспроекте.
В 1984 году вышла на пенсию. Умерла 2 июля 1989 года. Похоронена на Ваганьковском кладбище вместе с мужем (участок 6).

## Награды и звания
- Заслуженный архитектор РСФСР (1983)[2]
- Мастер спорта СССР (1942)[2]